# Sun Yefang
Sun Yefang (chinesisch 孫冶方 / 孙冶方, Pinyin Sūn Yěfāng; * 1908; † 22. Februar 1983 in Peking) war ein chinesischer Politiker und Ökonom. Sein wirklicher Name ist Xue Eguo (薛萼果,  Xuē Èguǒ).
Sun war ab 1957 Direktor des Instituts für Wirtschaftswissenschaften der Chinesischen Akademie der Wissenschaften. 1964 wurde er abgesetzt und 1968 bis 1975 als „Revisionist“ inhaftiert. Er arbeitete im Gefängnis weiter an einer Kritik der maoistischen Ökonomie und an den Grundzügen einer Wirtschaftsreform, die den nach 1978 eingeschlagenen Kurs in vielem vorwegnahm.

## Publikationen
- Wirtschaftsreform in China: chinesische Beiträge zur Theoriediskussion / von Sun Yefang u. a. Eckard Garms (Hrsg.); ISBN 3-921469-71-6

## Weblink
- Sun Yefang Dies at 75; Top Chinese Economist Nachruf in: New York Times; 24. Februar 1983

| Personendaten    | Personendaten                     |
| ---------------- | --------------------------------- |
| NAME             | Sun, Yefang                       |
| ALTERNATIVNAMEN  | Xue Eguo (wirklicher Name)        |
| KURZBESCHREIBUNG | chinesischer Ökonom und Politiker |
| GEBURTSDATUM     | 1908                              |
| STERBEDATUM      | 22. Februar 1983                  |
| STERBEORT        | Peking                            |